# Benifloden
Benifloden (spansk: Río Beni) er en flod i det nordlige Bolivia. Den udspringer i Andesbjergene nord for La Paz og løber mod nordøst. Syd for byen Rurrenabaque løber Beni gennem regnskov, nord for denne by gennem pampas i Amazonbassinet.
Ved byen Riberalta møder Benifloden Madre de Dios Floden, som kommer fra Peru.
Benifloden løber sammen med Mamoréfloden ved grænsen mellem Bolivia og Brasilien, hvor de 2 floder Benifloden og Mamoréfloden danner Madeirafloden, en af de største bifloder til Amazonfloden.
Syd for Rurrenabaque, i Bala Kløften (Angosto del Bala), skærer Benifloden gennem Bala Bjergkæden. Gennem årtier har der været forslag om at bygge en dæmning på stedet. Denne dæmning ville danne en stor sø, som ville oversvømme store landområder med regnskov, heraf en betydelig del af Madidi Nationalparken. Dæmningsprojektet er stadig ikke opgivet, men den lokale befolkning og turister/naturelskere håber på, at projektet aldrig vil blive realiseret. Et argument for bygningen af dæmningen er at vandkraften kan skabe elektricitet, også til eksport. Imidlertid er området meget tyndt befolket, og strømmen skulle føres meget langt bort for at gøre nytte. Og som tiden går, vil investering i solenergianlæg ved mere beboede områder i Bolivia formodentlig blive en mere lønsom investering.[kilde mangler]
En af Beniflodens bifloder er Tuichifloden i Madidi Nationalparken. Tuichifloden løber sammen med Benifloden syd for Rurrenabaque og Bala Kløften.
Benifloden er sejlbar for mindre både det meste af året. Omkring Rurrenabaque er der en livlig lokal trafik med passagerer og fragt, idet floden er eneste transportvej for mange mindre samfund. Ligesom der er sejlads med turister fra Rurrenabaque til regnskoven og Madidi Nationalparken.
Mellem Rurrenabaque og Riberalta i nord er der ikke længere gennemgående sejlads, idet landevejen har overtaget trafikken.
Op ad Benifloden mod syd/sydvest er det muligt at sejle til Guanay. En rute der i retningen Guanay – Rurrenabaque benyttes af enkelte turselskaber som tilbyder turister et alternativ til flyvetur eller busrejse til Rurrenabaque.
Benifloden er desværre svært forurenet. Vandet er gråt og mudret, og indeholder betydelige mængder tungmetaller, især kviksølv, og andre uønskede kemikalier. Forureningen kommer fra en omfattende guldgraveraktivitet i Guanay-området.
Ned ad floden fra Guanay og ca. 30 km fra Guanay (øst for Guanay) ligger den lille guldgraverby Mayaya. Mellem Mayaya og Rurrenabaque, en strækning på ca. 120 km i direkte luftlinie, og måske 200 km ad floden, er der ingen byer eller anden adgang til veje eller 'civilisation'.
I regntiden kan vandstanden i Benifloden stige med flere meter.

## Eksterne Henvisninger
- Wikimedia Commons har flere filer relateret til Benifloden

10°22′56″S 65°23′25″V / 10.3821°S 65.3903°V
 Der er for få eller ingen kildehenvisninger i denne artikel, hvilket er et problem. Du kan hjælpe ved at angive troværdige kilder til de påstande, som fremføres i artiklen.